# Crows Fly Black
Crows Fly Black è il settimo album in studio del gruppo musicale heavy metal finlandese Tarot, pubblicato nel 2006 dalla King Foo Entertainment.

## Tracce
1. Crows Fly Black – 6:31
2. Traitor – 3:38
3. Ashes to the Stars – 5:25
4. Messenger of Gods – 4:23
5. Before the Skies Come Down – 4:06
6. Tides – 5:33
7. Bleeding Dust – 4:23
8. You – 3:44
9. Howl! – 4:22
10. Grey – 4:49
11. Veteran of Psychic Wars (Bonus Track) – 5:06

## Formazione
- Marco Hietala – voce, basso, chitarra acustica, cori
- Zachary Hietala – chitarre
- Janne Tolsa – tastiere
- Pecu Cinnari – batteria
- Tommi Salmela – samples, voce, cori